# William Ross Ashby
William Ross Ashby (Londres, 6 de septiembre de 1903-Tockington, 15 de noviembre de 1972), quien firmaba como W. Ross Ashby, fue un médico psiquiatra y neurólogo inglés que contribuyó decisivamente a la consolidación de la cibernética moderna y creó el primer homeostato (1951), un dispositivo electrónico que alcanza su propio equilibrio a través de retroalimentación.

## Biografía
Nació en Londres, Inglaterra, el 6 de septiembre de 1903. Era hijo de William Ross Chamberlin Ashby y Florence Agnes. Su padre trabajaba en una agencia de publicidad y con el tiempo llegó a ser un exitoso gerente. Tenía una hermana llamada Dorothy. Sus primeros años de estudio fueron en escuelas privadas, y en 1921 ingresó al Sidney Sussex College de Cambridge. Tres años después obtuvo su B.A., y en 1928, la licenciatura en medicina y cirugía. Durante esos años estuvo trabajando en el Hospital St. Bartholomew de Londres. Posteriormente realizó una especialización en medicina psicológica y obtuvo su doctorado en medicina (1935). En 1930 comenzó a trabajar como psiquiatra clínico en el Consejo del Condado de Londres, y de 1936 a 1944-45 ejerció como patólogo investigador en el Hospital St Andrew de Northampton. Dedicó más de quince años al estudio científico del cerebro humano, en especial de su funcionamiento en los enfermos deficientes mentales.
Más tarde, entre 1945 y 1947, sirvió en la India como comandante del cuerpo médico inglés. De vuelta en Inglaterra, se desempeñó como Director de Investigación del Hospital Barnwood House, ubicado en Gloucester, hasta 1949. Luego fue director del Instituto Neurológico Burden en Bristol, y en 1960 se trasladó a Estados Unidos para convertirse en profesor. Fue una de las figuras clave del departamento de Biofísica e Ingeniería Eléctrica de la Universidad de Illinois. Trabajó allí hasta su retiro en 1970.
Fue presidente de la Sociedad de Investigación General de Sistemas (1962-1964) y miembro de la Colegio Real de Psiquiatras desde 1971.

## Trayectoria
Pionero de la cibernética moderna e inventor del homeostato, su trabajo más sobresaliente hace referencia al estudio de los sistemas complejos dentro del marco emergente, a mediados del siglo XX, de la teoría matemática de la información y la cibernética.
A finales de los años cuarenta, cuando el británico Alan Turing, con quien no mantuvo contacto personal, trabajaba en las primeras computadoras, Ross Ashby plantea y acomete la construcción de una máquina homeostática adaptativa, una máquina autorregulada o inteligente.
Desde las especialidades de la neurología y la psiquiatría, ofreció la reproducción de la estructura y mecanismos de funcionamiento del cerebro humano en sus obras Proyecto para un cerebro (1942).[cita requerida]
En 1952, publica una de sus obras de referencia, Design for a Brain: The Origin of Adaptive Behavior, un texto extraordinario en el que plantea la construcción de un cerebro electrónico mediante la reproducción mecánica de las funciones del cerebro humano.[cita requerida]
En 1956, formula en su libro A Introduction to Cybernetics, un texto extraordinario para la sistematización del pensamiento cibernético, donde expone las matrices de conocimiento sobre las funciones de las máquinas inteligentes y de los sistemas complejos, como las de control, retroalimentación, cambio de estado, etcétera, al tiempo que enuncia la conocida como ley de Ashby o ley de la variedad necesaria (requisite variety).

### Ley de Ashby
"Sólo la variedad absorbe la variedad". Se refiere a que cualquier sistema complejo debe tener un cierto nivel de variedad interna (otra palabra para nombrar la complejidad) para ser capaz de funcionar y adaptarse dentro de su entorno. Esto significa que cualquier simplificación de la información que recibe un sistema desde su medio ambiente debe hacerse con cuidado. El no hacerlo reduce peligrosamente la capacidad de respuesta del sistema ante perturbaciones externas.

## Algunas publicaciones

### Libros
- 1952. Design for a Brain, Chapman & Hall
- 1956. An Introduction to Cybernetics, Chapman & Hall
- 1981. Conant, Roger C. (ed.). Mechanisms of Intelligence: Ross Ashby's Writings on Cybernetics, Intersystems Publ.

### Selección de artículos
- 1940. "Adaptiveness and equilibrium". In: J. Ment. Sci. 86, 478
- 1945. "Effects of control on stability". In: Nature, Londres, 155, 242-243
- 1946. "The behavioural properties of systems in equilibrium". In: Amer. J. Psychol. 59, 682-686
- 1947. "Principles of the Self-Organizing Dynamic System". In: Journal of General Psychology 1947, vol. 37, pages 125–128
- 1948. "The homeostat". In: Electron, 20, 380
- 1962. "Principles of the Self-Organizing System". In: Heinz Von Foerster & George W. Zopf, Jr. (eds.) Principles of Self-Organization (Sponsored by Information Systems Branch, U.S. Office of Naval Research). Republished as a PDF in Emergence: Complexity and Organization (E:CO) Special Double Issue Vol. 6, N.º. 1-2 2004, pp. 102–126